# 讲谈社Comics
讲谈社Comics（日语：／ Kōdansha Komikkusu）是由日本讲谈社所发行的漫画单行本系列品牌。严格来说，只有在《周刊少年Magazine》、《月刊少年Magazine》、《别册少年Magazine》及其增刊号上刊登过的作品，或这些作品作者的短篇作品集才会以这个系列品牌发行单行本。另一方面，发表在杂志《Comic BomBom》的作品及其他少女漫画作品，则其单行本的封面上会出现刊登时的杂志名并在其前缀“讲谈社Comics”或“KC”作为系列品牌名；有时也会使用“讲谈社Comics BomBom”或“讲谈社Comics 好朋友”这样的子品牌。不过在《ARIA》杂志上刊载的作品及以ARIA Comics为品牌出版的作品也有一部分不会前缀“KC”。
本条目主要是说明与“少年Magazine”系列杂志相关的讲谈社Comics系列；其他子品牌请参看讲谈社的漫画系列品牌。

## 品牌概要
1964年，讲谈社Comics作为讲谈社旗下漫画单行本新书系列品牌推出。单行本每册都将赋予一个唯一的编号，少年漫画类的编号从KC1开始，而少女漫画类（以“讲谈社Comics 好朋友”为子品牌名）的编号则从KC501开始。第一批出版的讲谈社Comics少年漫画系列是当年5月10日发行的千叶彻弥的《哈里斯旋风》第1卷和第2卷、水木茂的《鬼太郎》和石川球太的《魔犬武藏（魔犬ムサシ）》；而少女漫画系列则是里中满智子的《LaLa♡Heart（ララ♡ハート）》和由神保史郎与望月晓合著的《青春火花》。
1971年，《电视杂志》创刊；1974年，《月刊少年Magazine》复刊；随着讲谈社旗下出版的杂志越来越多，因而必须区分每本杂志在讲谈社Comics系列下的编号。因此从1976年开始，《周刊少年Magazine》的作品收录于“讲谈社Comics Magazine”编号下，简称，俗称“少年Magazine Comics”；《月刊少年Magazine》刊载的作品收录于“讲谈社Comics 月刊Magazine”编号下，简称，俗称“月刊Magazine Comics”；《电视杂志》上刊载的漫画则收录于“讲谈社Comics TV Magazine”编号下，简称。随后，和“讲谈社Comics BomBom（KCB）”作为衍生系列分别于1981年、1982年被推出；但是如前文所述，只有“讲谈社Comics Magazine”和“讲谈社Comics 月刊Magazine”两个编号的单行本封面会加注“讲谈社Comics”的品牌名。但是，由于卷数不同，《天才小钓手》和《大都会小子》的部分单行本会采用不同的品牌。

### 脚注
1. ↑  早期所发行单行本的封面设计上用的是。

### 出典
1. ↑  里中满智子. . マンガ図書館Z. J-comi（日语：Jコミ）.   [2020-05-08]. （原始内容存档于2020-06-12）.